# Bronisława Lipińska
Bronisława Lipińska z domu Czajkowska (ur. 8 lutego 1930, zm. 13 lipca 2000) – polska Sprawiedliwa wśród Narodów Świata.

## Życiorys
Wychowywała się w rodzinnym 4-hektarowym gospodarstwie rolnym w Zręcinie niedaleko Krosna. Jej rodzicami byli Andrzej i Anna Czajkowscy. Miała trzech braci: Waleriana, Jana i Andrzeja. Sąsiadami rodziny Czajkowskich była żydowska rodzina Lipinerów, która prowadziła sklep i gospodarstwo rolne. W 1942 r. rodzina Czajkowskich udzieliła pomocy Ignacemu Lipinerowi, udostępniając bezpieczną kryjówkę. W następującym czasie do ukrywanego dołączyła żona Chaja razem z młodszą córką Erną, później starsza córka Lipinerów Sonia, która uciekła z transportu z rzeszowskiego getta. Lipińska uczestniczyła też w ukrywaniu właściciela masarni w Krośnie Józefa Brajtowicza, braci Bergman i szwagra Lipinera. Początkowo kryjówką była komórka obory, jednak z czasem przeniesiono grupę do stajni, gdzie po dobudowaniu dodatkowej ściany powstała przestrzeń dla 9 osób. Gestapo dwukrotnie przeszukiwało gospodarstwo Czajkowskich, jednak bezskutecznie. Szczególnie niebezpiecznym czasem było stacjonowanie żołnierzy niemieckich w pobliżu stajni w ostatnich miesiącach okupacji. Chronieni Żydzi opuścili kryjówkę 8 września 1945 r.
Bronisława Lipińska została odznaczona medalem Sprawiedliwej wśród Narodów Świata 24 lutego 1988 r. razem z bratem Walerianem Czajkowskim. Wcześniej w 1963 r. zostali odznaczeni dziadkowie Lipińskiej, Bronisława i Szymon Czajkowscy razem z Andrzejem Czajkowskim, ojcem.

### Ukrywani[2][3]
- Józef Brajtowicz
- Roman Bergman
- Maks Bergman
- Rubin Bergman
- Haskiel Morgenstern
- Sonia Pomeranc z d. Lipiner
- Erna Salomon z d. Lipiner
- Chaja Lipiner z d. Morgenstern
- Ignacy Lipiner